# Locomotive Diesel
Pour les articles homonymes, voir Diesel.
 (janvier 2019).
Si vous disposez d'ouvrages ou d'articles de référence ou si vous connaissez des sites web de qualité traitant du thème abordé ici, merci de compléter l'article en donnant les références utiles à sa vérifiabilité et en les liant à la section « Notes et références ».
 (juin 2019).
Une locomotive Diesel est une locomotive dont l'énergie de traction provient d'un moteur Diesel interne. On en distingue plusieurs types, selon la façon dont la puissance fournie par le moteur est transmise aux essieux.

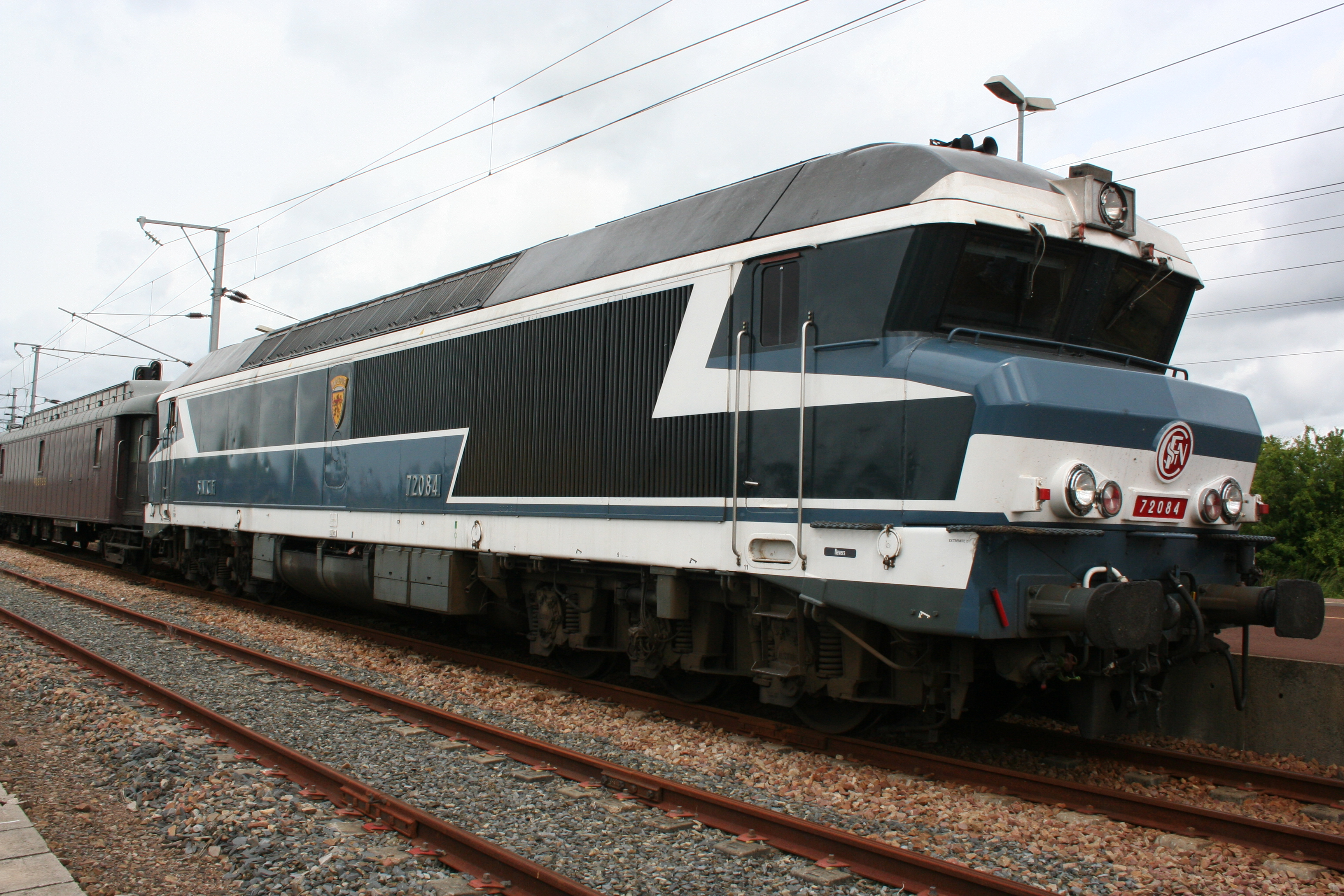
Locomotive Diesel-électrique
CC 72084 en livrée Arzens d'origine.

## Historique

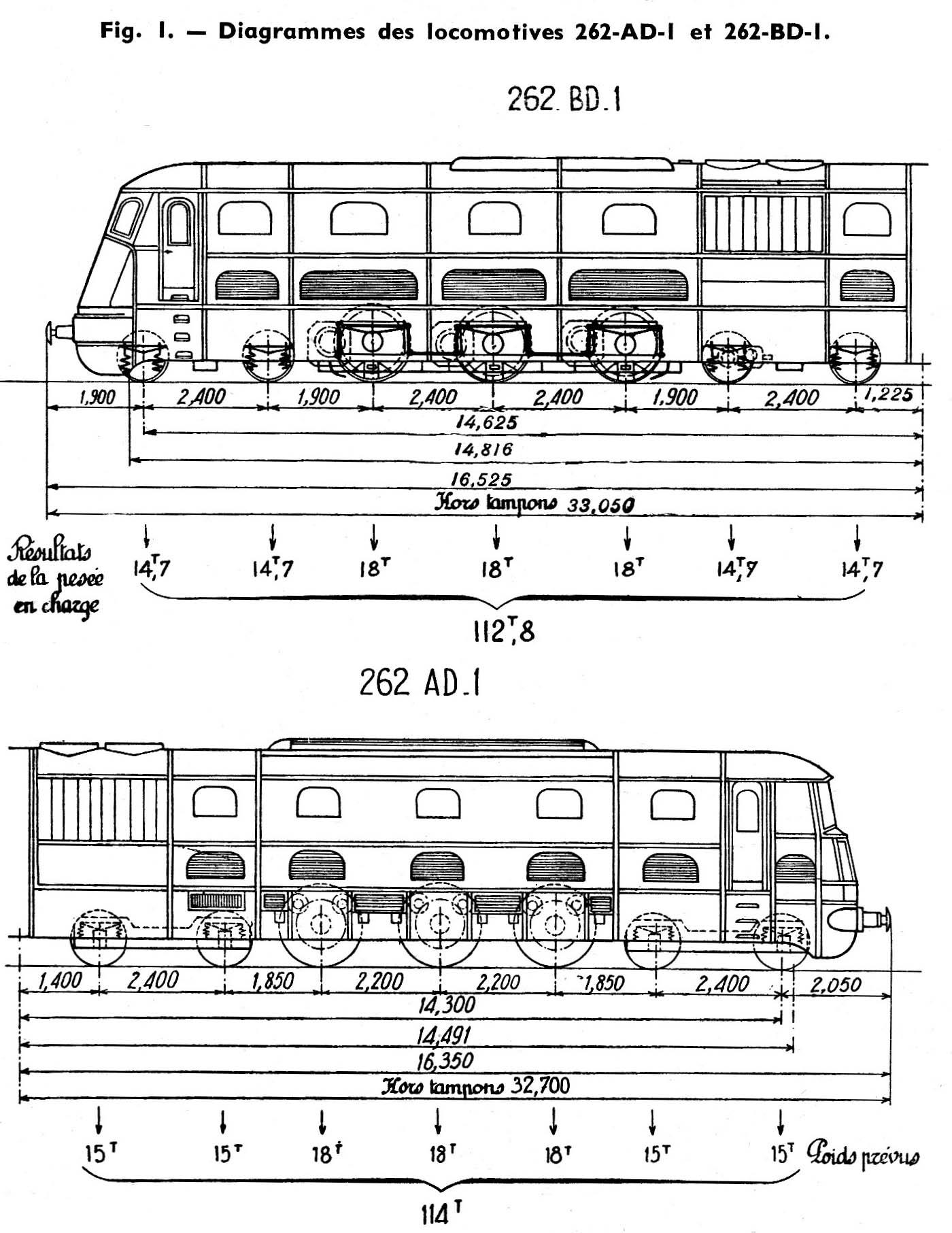
262 AD1 et BD1 (PLM).

En France, le réseau PLM utilisa dès 1932 quatre locomotives de différents constructeurs résultant d'un concours pour la fourniture de locomotives prototypes destinée à la remonte des rames de voyageurs, dans un premier temps, pour étudier les possibilités de la traction Diesel.
Directement issues des résultats de cette expérience, une micro série de 3 BB de manœuvre fut livrée à partir de 1938.
La traction Diesel de ligne ne s'est réellement développée en France qu'à partir des années 1950, bien que le PLM ait commandé dès 1935 les deux locomotives Diesel (262 AD 1  et 262 BD 1) de type 2'Co2'+2'Co2' constituées de deux unités identiques constamment accouplées, et d'une puissance de 4 400 ch.
Ces locomotives entrèrent en service en 1937 et 1938, directement intégrées à la SNCF.
En 1952, la SNCF décide de moderniser ses engins moteurs sur les lignes de moyen trafic en remplaçant la machine à vapeur par le Diesel. Les critères retenus pour les lieux de l'expérimentation étaient : obtenir un rendement convenable des engins, et centraliser les opérations périodiques d'entretien en un seul dépôt. C'est La Rochelle/Bongraine qui fut retenue avec les lignes vers Bordeaux, Nantes, Poitiers et Angoulême. Un appel d'offres est lancé le 28 avril 1954, et Alsthom est choisi pour fabriquer les vingt locomotives prototypes, numérotées d'abord 060 DB 1 à 20, puis CC 65001 à 65020.
Dans le même temps, une deuxième expérimentation commençait pour les trains lourds sur la ligne de grande ceinture de Paris. Les locomotives furent commandées à partir d'août 1952 aux CAFL de Saint-Chamond. Elles furent numérotées 060 DA 1 à 35, puis CC 64001 à 35 et enfin CC 65501 à 35.

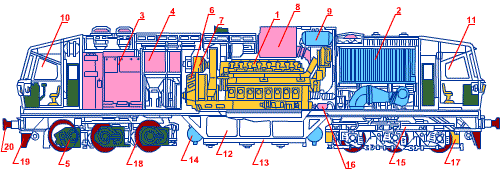
Vue éclatée d'une locomotive Diesel-électrique.

| 1 — Moteur Diesel                 | 2 — Radiateur                 | 3 — Haute tension               | 4 — Redresseur               |
| 5 — Moteur électrique de traction | 6 — Générateur                | 7 — Générateur-démarreur        | 8 — Silencieux d'échappement |
| 9 — Soute à eau                   | 10 — Cabine de conduite avant | 11 — Cabine de conduite arrière | 12 — Accumulateur électrique |
| 13 — Soute à gazole               | 14 — Air comprimé             | 15 — Bogie                      | 16 — Pompe à gazole          |
| 17 — Sablière                     | 18 — Essieu                   | 19 — Pare-bœufs                 | 20 — Tampon                  |

## Type de transmission

### Transmission directe
Le moteur Diesel entraîne le ou les essieux moteurs uniquement avec un réducteur de vitesse de rotation. Seul le prototype Sulzer (symbole 2C2) de 1910-1912 a été construit ainsi. Le moteur en V était disposé transversalement dans la caisse et attaquait directement l'essieu moteur central par l'intermédiaire d'un engrenage, les deux autres étant accouplés par bielles. Le démarrage du train était effectué en faisant fonctionner le Diesel en moteur pneumatique. Quand la vitesse d'allumage était atteinte le fonctionnement passait en mode Diesel, un compresseur étant alors utilisé pour regonfler la réserve d'air nécessaire au démarrage suivant.

### Diesel-mécanique
Le cas le plus simple est celui où la puissance est transmise par l'intermédiaire d'une boîte de vitesses à pignons, comme sur la plupart des véhicules automobiles. On parle alors de « locomotive Diesel-mécanique ». Au-delà d'environ 400 à 500 ch, les efforts engendrés ainsi que l'énergie dissipée dans l'embrayage lors des démarrages, ne permettent généralement plus la transmission par la boîte de vitesses sans risque de rupture.[réf. nécessaire] Pour les applications plus exigeantes, d'autres types de transmission ont été étudiés et appliqués.[Lesquelles ?]la transmission est souvent faire par boîte voith hydraulique avec coupleurs hydraulique et pignons engrenages sinon une transmission directe purement mécanique ferait de la casse .ces transmission hydraulique existent pour matériel ferroviaire de 350cv à 2000cv .

### Diesel-pneumatique
Le moteur Diesel entraîne un compresseur à air. L'air comprimé passe par un distributeur pour alimenter un moteur pneumatique à pistons qui transmet le mouvement aux essieux. Un prototype a été réalisé en Allemagne à la fin des années 1920. Le châssis était construit comme celui d'une locomotive à vapeur avec deux cylindres moteurs extérieurs et une transmission par bielles. Le très mauvais rendement du procédé a entraîné son abandon (compression et détente non isothermes, de l'air).

### Diesel-électrique

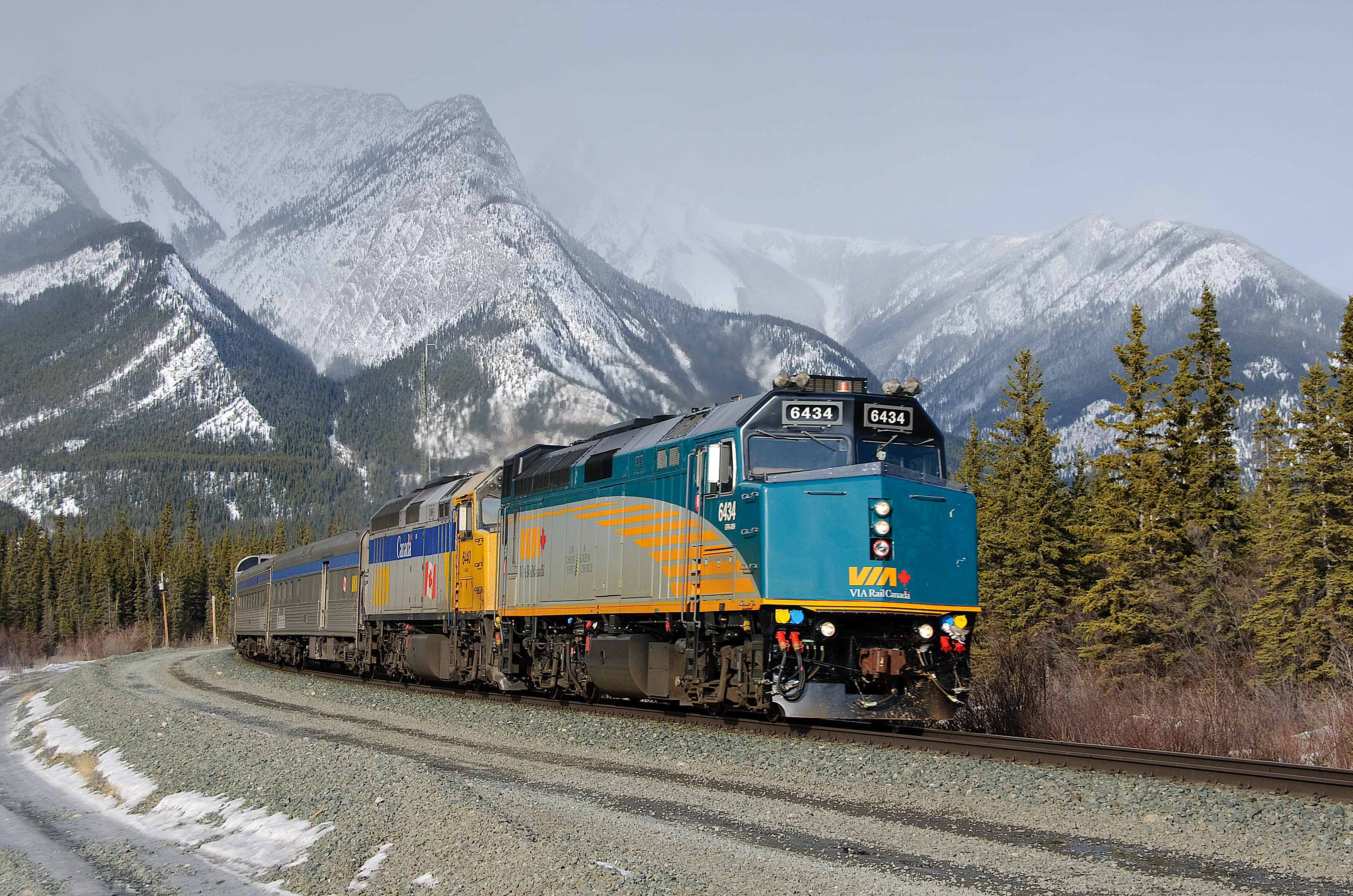
Locomotives Diesel-électriques dans les montagnes Rocheuses canadiennes.

De nos jours, la transmission la plus courante est électrique même si dans certains cas l'électricité est produite directement dans le véhicule. On parle alors de « locomotive Diesel-électrique ». Lorsque l'on a besoin de puissance, le moteur Diesel accélère rapidement pour fonctionner à régime constant en entraînant un générateur électrique dont l'énergie est utilisée pour alimenter des moteurs électriques de traction, placés dans les essieux, qui animent les roues. Il s'agit en quelque sorte d'une locomotive électrique dans laquelle est embarqué un groupe électrogène fonctionnant au Gazole. Le principal avantage est que le moteur Diesel peut fonctionner, en permanence, au régime de rendement maximum, la cogénération pouvant servir, entre autres, au chauffage des voitures. La puissance du moteur électrique peut être réglée rapidement et précisément, en modifiant l'excitation du générateur électrique.

### Diesel-hydraulique

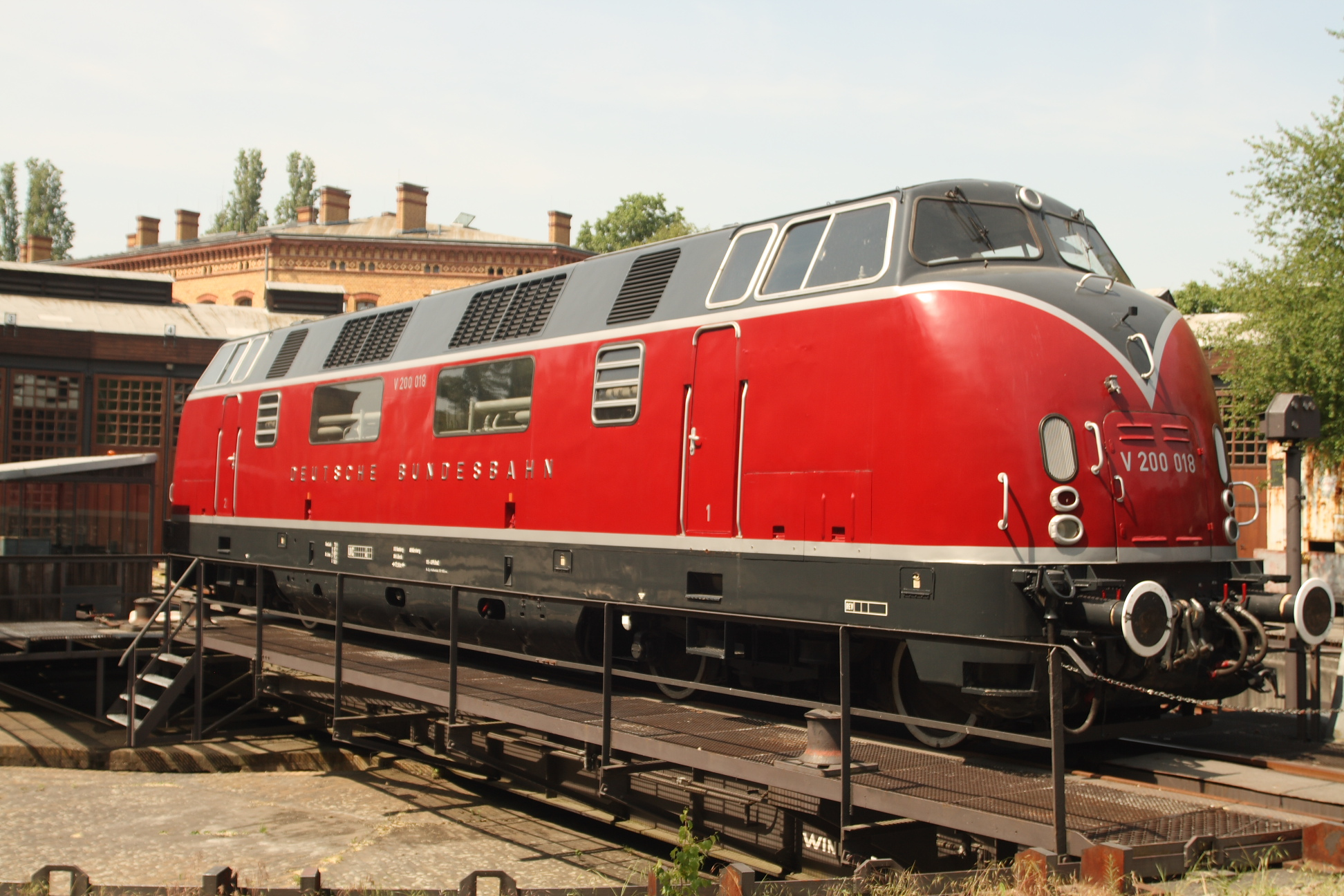
Locomotive DB V 200.0 Diesel-hydraulique.

Dans la transmission hydrostatique, le moteur Diesel entraîne une pompe à huile. L'huile sous pression est utilisée dans des moteurs hydrauliques. Un prototype a été réalisé en Allemagne dans l'entre-deux-guerres, mais le procédé n'a pas été développé à cause du mauvais rendement dû aux pertes de charge dans les canalisations d'huile sous pression, cependant de nouvelles techniques pourraient remettre ce système au goût du jour.

### Transmission hydro-cinétique
On rencontre aussi une transmission hydraulique pour transmettre la puissance aux roues. On parle de « convertisseur de couple » pour un équipement qui contient deux parties mobiles et une partie fixe généralement noyées dans un bain d'huile à l'intérieur d'une enveloppe étanche. La partie la plus intérieure du convertisseur de couple est appelée « pompe centrifuge », la partie la plus extérieure est appelée « turbine » ; entre elles, on trouve une « roue fixe de guidage » (réacteur). Ces trois pièces comportent des ailettes aux formes étudiées pour contrôler soigneusement les mouvements de l'huile. Un convertisseur de couple auquel on a ôté le réacteur s'appelle un « coupleur hydraulique ». La pompe centrifuge est connectée directement au moteur Diesel et la turbine est connectée à un moyeu qui entraîne les roues. En tournant, le moteur Diesel fait tourner la pompe centrifuge, entraînant l'huile vers l'extérieur sous haute pression à travers les ailettes de la « roue fixe de guidage » puis de la turbine. Cela entraîne la rotation de la turbine, du moyeu et donc des roues. L'huile revient ensuite dans le même circuit. Le convertisseur de couple permet d'obtenir un couple sur l'arbre de turbine supérieur à celui donné sur l'arbre de la pompe. Il est donc utilisé au démarrage du train. Le rendement est moyen, variant de 75 à 85 %. Le coupleur est utilisé en régime de croisière quand l'effort de traction est devenu plus faible. Le rendement est supérieur à 95 %. Les locomotives à transmission hydraulique comptent au moins deux étages de transmission, le dernier étant alors un coupleur. Pendant un certain nombre d'années, la complexité mécanique des « locomotives Diesel-hydrauliques » entraîna une grande fragilité. Ce qui explique que la construction « Diesel-électrique » était la plus courante dans les années passées. Depuis lors, les techniques ayant évolué, la transmission hydraulique est de plus en plus présente sur les locomotives Diesel de moyenne puissance. (Série HLD77 de la SNCB par exemple). De son côté la SNCF a expérimenté à partir de décembre 1963 deux prototypes de Diesel hydraulique de ligne, les BB 69001 et 2.

Différents types de locomotives Diesel
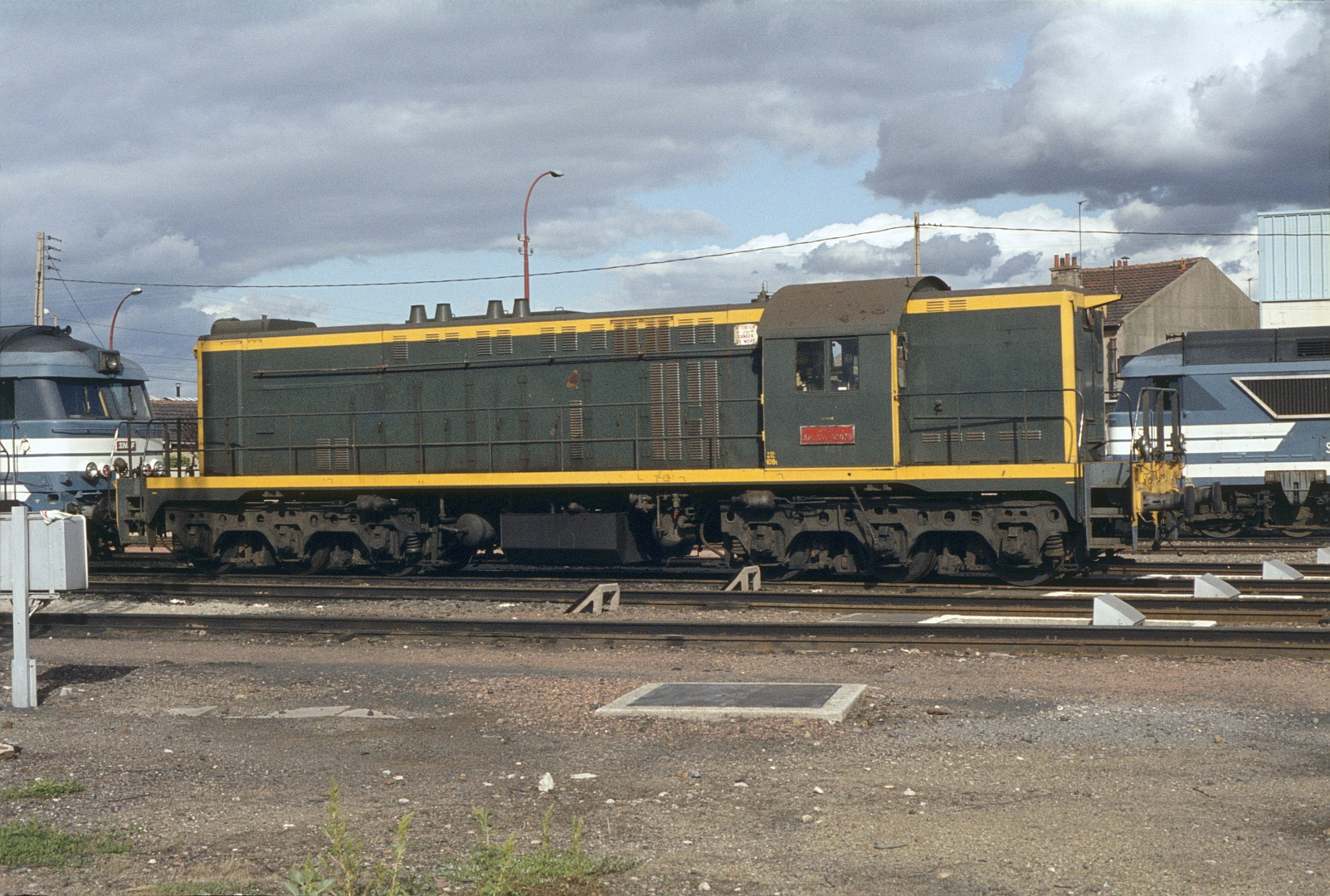
SNCF A1AA1A 62000 de Baldwin.
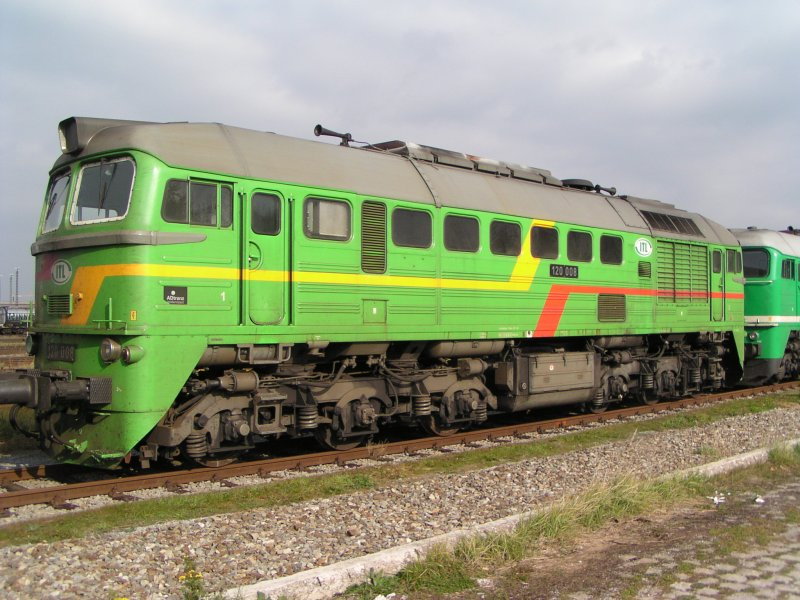
ITL 120 008.
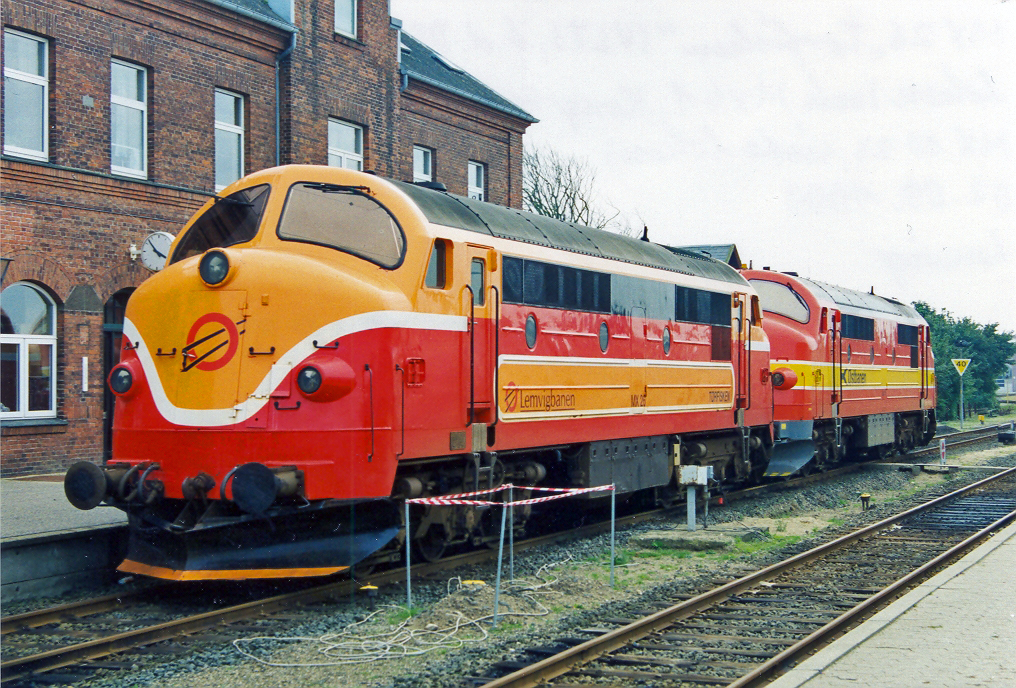
DSB MX 26 & 41.
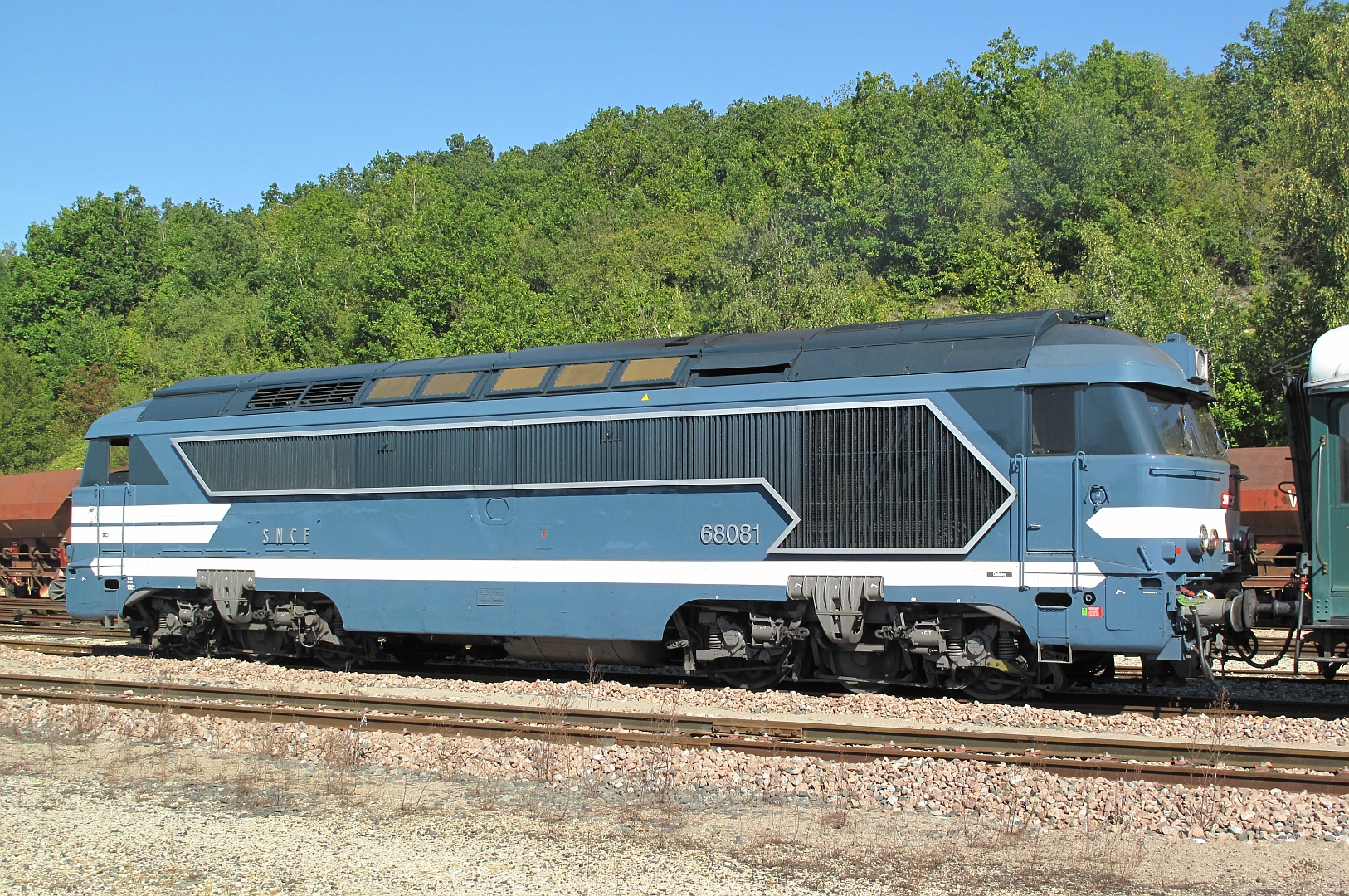
SNCF A1AA1A 68000.
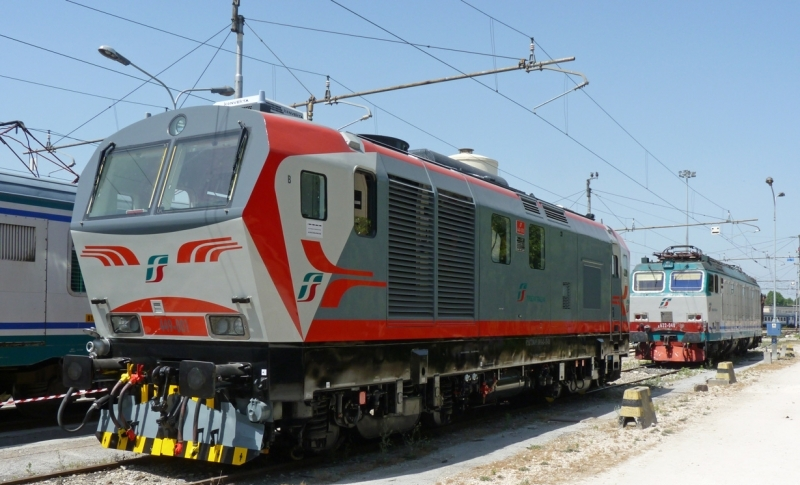
FS D449.
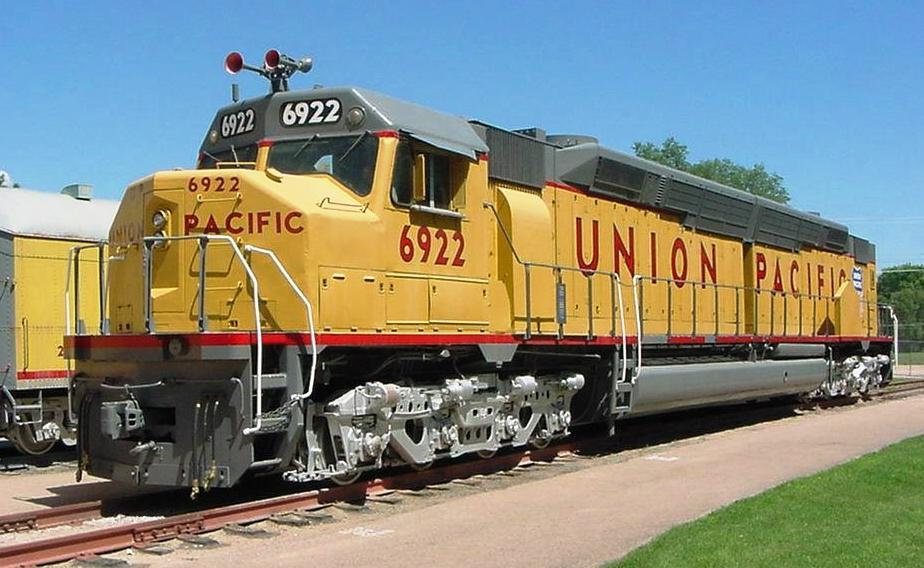
EMD DDA40X (USA)
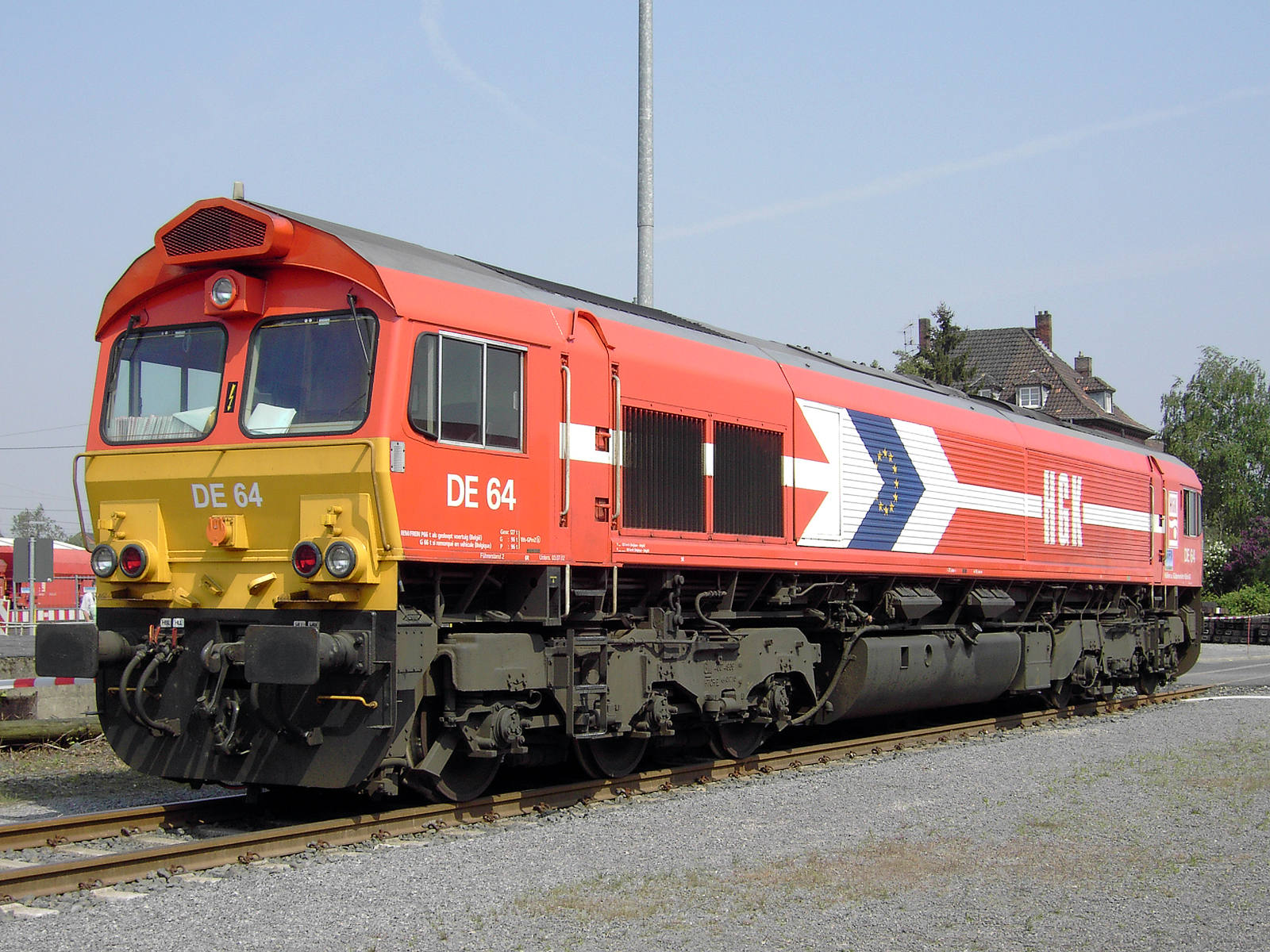
Locomotive EMD classe 66 de HGK.
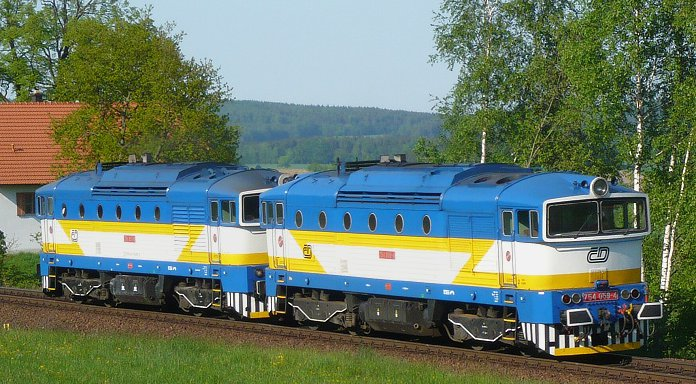
ČD série 754.
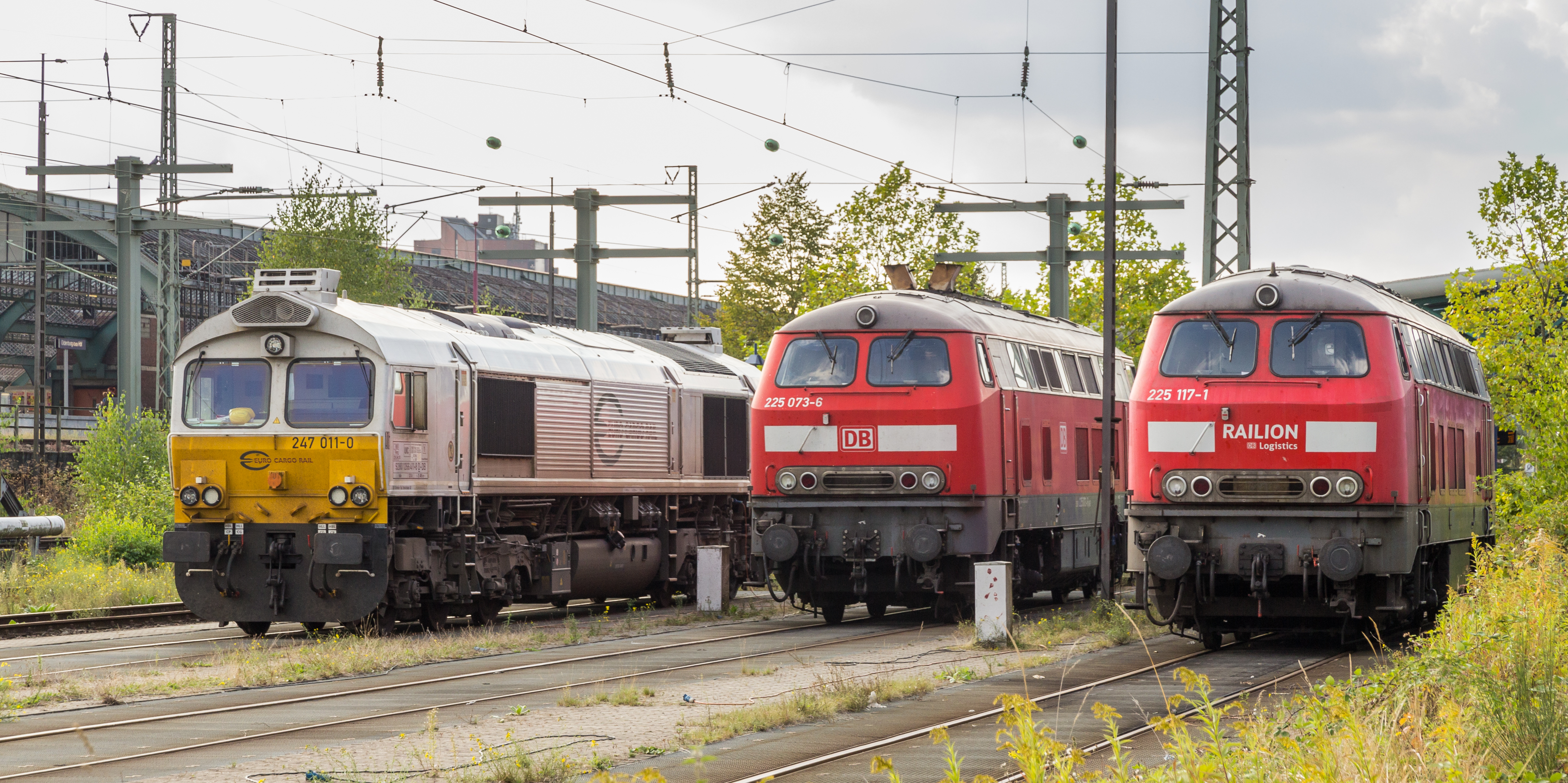
Locomotives Diesel-électrique et Diesel-hydraulique (DB BR 225) à Oldenbourg (Allemagne).

## Parc roulant de laSNCF

### Locomotives de ligne
- 262 DA 1 et 262 DB 1 (2 prototypes)
- 040 DE puis BB 63000 et BB 63500
- 040 DF 1 puis BB 60041 (1 prototype)
- 060 DA puis CC 64000 puis CC 65500 (35 machines)
- 060 DB puis CC 65000 (20 machines)
- 040 DG puis BB 66000 certaines transformées en BB 69200, BB 66400 certaines transformées en BB 69400, BB 66600, BB 66900 et BB 66691-66692 (318 + 106 + 13 + 2 + 2 machines)
- BB 60000 (livraison en cours)
- BB 61000 (23 machines, toutes réformées, maintenant chez d'autres exploitants)
- BB 67000 (124 machines)
- BB 67200 (par transformation de 75 BB 67000, en cours de reforme)
- BB 67300 (70 machines et 20 par transformation de BB 67000)
- BB 67400 (232 machines)
- A1AA1A 68000 (81 machines)
- A1AA1A 68500 (29 machines)
- BB 69000 (2 prototypes)
- CC 70000 (2 prototypes)
- BB 71000 (30 machines)
- CC 72000 (92 machines) dont quelques-unes transformées en CC 72100 (30 machines)
- BB 75000 (132 machines)
- BB 75400 (68 machines similaires aux 75000 mais plus puissantes (2 400 kW vs 2 000 kW))

BB 76000 (livraison en cours)

### Locomotives de manœuvre
- 030 DA puis C 61000 (48 machines)
- 030 DTA puis TC 61100 (12 trucks moteurs)
- 030 DB puis Y 50100
- 030 DC
- 040 DA puis A1AA1A 62000 (100 machines)
- 040 DB
- 040 DC
- 040 DD puis BB 60030 (3 machines)
- 040 DE puis BB 63000 et BB 63500 et BB 64700 / TBB 64800
- 040 DG puis BB 66000 de ligne certaines transformées en BB 66700 de manœuvre
- 141 DA 1 puis 1D1 60051 (1 prototype)
- BB 60000 (livraison en cours)[Quand ?]